# تحت المداس (مسلسل)
مسلسل اجتماعي سوري من 32 حلقة، أنتج سنة 2009، تتفاوت أحداثه بين القرية والمدينة، والصراع الأبدي بين الخير و الشر،و احتقار الغني للفقير، ويتناول زوايا لم تطرقها الدراما السورية بعد كعمليات التهريب الحدودية وشبكات الجاسوسية التي تمتد إلى الخادمات الأجنبيات في بيوت المسؤولين، وبشكل عام يسود العمل قهر اجتماعي بمختلف أشكاله موزع على شخصيات المسلسل بحيث تأخذ كل قصة نصيبها وخصوصيتها من الألم والتوتر.
المسلسل دراما اجتماعية سورية يحكي سيكولوجية الإنسان المقهور والإنسان القاهر معاً في ثلاثون حلقة درامية اجتماعية مترابطة القصص في بيئة الريف المحافظة وبيئة المدينة التي تطبعت بألوان مختلفة من المعاملات المكتسبة من حضارة الشرق الأصيلة في قيمها ومن حضارة الغرب المستوردة والزائفة ومع صراع دائم بين الخير والشر حتى ينتصر الخير أخيراً، ولكن بعد معاناة كثيرة مرت على أشخاص فرض عليهم القهر عنوة وعاشوا معه حتى آخر مشهد من مشاهد مسلسل.

## فريق العمل
من تأليف : مروان قاووق
و إخراج: محمد الشيخ نجيب
- تمثيل:
- عبدالمنعم عمايري : أبو زكوان
- كاريس بشار : عفاف
- منى واصف : أم شريف
- صباح الجزائري : أم شادي
- اسعد فضة : صلاح
- قيس شيخ نجيب : ظافر
- وسيم الرحبي : شادي
- ضحى الدبس : أم جمال
- لورا أبو أسعد : سمر
- قمر خلف : أمل
- فادي صبيح : شريف
- عزيز اسكندر : درويش
- رنا شميس : ميادة
- مجد نعيم : فاتنة
- يحيى بيازي : شرارة
- نجلاء الخمري : سلوى
- محمود نصر : مطيع
- علي سكر : زياد
- عبد الهادي الصباغ : أبو جمال
- سليم كلاس : أبو شادي
- سحر فوزي : فدوى
- محمد خير الجراح : عوض
- نوار بلبل : جمال
- علاء قاسم : عبد الحميد
- نسيمة ضاهر : أم سمر
- إياد أبو الشامات : أمجد
- وائل أبو غزالة
- مأمون الفرخ : أبو نصوح
- محمد خاوندي : أبو عبده
- شيندا خليل